# Episodi di Card Captor Sakura
Lista degli episodi di Card Captor Sakura, anime di due stagioni tratto dall'omonimo manga delle CLAMP, trasmesso in Giappone su NHK dal 7 aprile 1998 al 21 marzo 2000. La prima stagione è intitolata Cardcaptor Sakura: Clow Card-hen (カードキャプターさくら クロウカード編?, Kādokyaputā Sakura Kurou Kādo-hen) e segue la prima parte del manga, in cui Sakura ha il compito di catturare le carte di Clow; la seconda, invece, è intitolata Cardcaptor Sakura: Sakura Card-hen (カードキャプターさくら さくらカード編?, Kādokyaputā Sakura Sakura Kādo-hen) e segue la trasformazione delle carte ottenute in carte di Sakura, che corrisponde all'ultima parte del manga. Durante la messa in onda, sono stati trasmessi anche alcuni special che hanno la funzione di riassunto fino al punto in cui si è arrivati nella storia; tre brevi OAV sono stati allegati alle edizioni limitate dei DVD delle stagioni. Una terza, intitolata Cardcaptor Sakura: Clear Card-hen (カードキャプターさくら クリアカード編?, Kādokyaputā Sakura Kuria Kādo-hen), è stata mandata in onda dal 7 gennaio al 10 giugno 2018 e segue il seguito del manga dall'omonimo titolo. L'OAV collegato a quest'ultima è uscito precedentemente il 1º luglio 2017 e riassume il finale delle prime due stagioni in una nuova versione. Un seguito è stato annunciato durante l'evento Sakura Fes tenutosi il 1º aprile 2023 e adatterà il resto della storia fino alla sua conclusione.
In Italia 35 episodi sono stati trasmessi, con il titolo Pesca la tua carta Sakura, su Italia 1 dal 27 settembre 1999; i successivi 35, invece, intitolati Sakura - La partita non è finita, dal 29 gennaio 2001; la terza stagione mantiene lo stesso titolo ed è stata diffusa sottotitolata in simulcast col Giappone sulla piattaforma YouTube di Yamato Animation e su Man-ga di Yamato Video. La terza serie è stata pubblicata dal 12 gennaio al 30 marzo 2022 sul canale Anime Generation di Prime Video in versione doppiata.
Le sigle originali di apertura sono Catch You Catch Me per gli ep. 1-35 interpretata da GUMI, Tobira wo akete (扉をあけて?) per gli ep. 36-46 di ANZA e Platinum (プラチナ?) per gli ep. 47-70 di Maaya Sakamoto; in Clear Card-hen sono CLEAR per gli ep. 1-12 sempre della Sakamoto e Rocket Beat (ロケットビート?) per gli ep. 13-22 di Kiyono Yasuno. Quelle di chiusura sono Groovy! per gli ep. 1-35 di Kōmi Hirose, Honey per gli ep. 36-46 di CHIHIRO, FRUITS CANDY per gli ep. 47-69 di Megumi Kojima e Platinum (プラチナ?) per l'ep. 70 di Maaya Sakamoto; in Clear Card-hen sono Jewelry per gli ep. 1-12 di Saori Hayami e Rewind (リワインド?) per gli ep. 13-22 di Minori Suzuki. Le sigle italiane della prima e seconda stagione, invece, sono cantate da Cristina D'Avena.

## Lista episodi

### Serie TV
| Nº                                                                                               | Titolo italiano Giapponese 「Kanji」 - Rōmaji - Traduzione letterale | In onda           | In onda           |
| Nº                                                                                               | Titolo italiano Giapponese 「Kanji」 - Rōmaji - Traduzione letterale | Giapponese        | Italiano          |
| Cardcaptor Sakura: Clow Card-hen [prima parte] / Pesca la tua carta Sakura (35 episodi)          | |                   |                   |
| 1                                                                                                | Il libro misterioso 「さくらと不思議な魔法の本」 - Sakura to fushigina mahō no hon – "Sakura e il misterioso libro magico" | 7 aprile 1998     | 27 settembre 1999 |
| 1                                                                                                | Sakura Kinomoto, una ragazzina di dieci anni, fa un sogno premonitore nel quale si ritrova circondata da una miriade di carte nei pressi della Tokyo Tower. Un giorno, rimasta in casa da sola, trova nella biblioteca di suo padre un misterioso libro contenente le Carte di Clow Reed (le stesse carte del suo sogno). Ad un tratto però, queste prendono vita e si disperdono per la città, ad eccezione di The Windy (la carta del Vento) che rimane in suo possesso. Sakura viene quindi incaricata di ritrovare le altre cinquantuno carte da Kero-chan, il guardiano del libro, che la investe del ruolo di Catturacarte. Quella stessa sera, utilizzando la carta del Vento, Sakura riesce a catturare The Fly (la carta del Volo), e a farla prigioniera nella rispettiva carta. |                   |                   |
| 2                                                                                                | La mia migliore amica 「さくらのすてきなお友達」 - Sakura no sutekina otomodachi – "La splendida amica di Sakura" | 14 aprile 1998    | 28 settembre 1999 |
| 2                                                                                                | La migliore amica di Sakura, Tomoyo Daidouji, scopre il segreto della Catturacarte e incontra per la prima volta Kero-chan. Intanto, nella scuola cominciano a verificarsi degli strani avvenimenti e gli studenti si ritrovano privi della propria ombra. Alla fine, si scopre che tutto ciò è causato appunto da The Shadow (la carta dell'Ombra), che ruba le ombre degli studenti per causare atti vandalici. Sakura si reca quindi a scuola di notte e con l'aiuto di Tomoyo riesce a catturare la carta dell'Ombra facendo uso di quella del Vento. |                   |                   |
| 3                                                                                                | Appuntamento da batticuore 「さくらのドキドキ初デート」 - Sakura no dokidoki hatsu dēto – "Il primo appuntamento da batticuore di Sakura" | 21 aprile 1998    | 29 settembre 1999 |
| 3                                                                                                | Sakura si reca con la sua classe in gita all'acquario. Durante uno spettacolo di pinguini, un'istruttrice rischia l'annegamento a causa di un vortice subacqueo, ma viene salvata da suo fratello Touya. Kero-chan comincia a pensare che l'accaduto sia opera di The Watery (la carta dell'Acqua). Sakura viene invitata ad un appuntamento da Yukito Tsukishiro, un amico di Touya di cui lei è cotta. I due tornano all'acquario, ma l'acqua fuoriesce da una delle vasche. Sakura torna quindi all'acquario con Kero-chan e Tomoyo, ma la Catturacarte non ha speranza di fare prigioniera l'Acqua con le carte in suo possesso. Con un astuto piano, riesce perciò ad intrappolarla in una cella frigorifera e ridurla in ghiaccio per poi rinchiuderla nella carta. |                   |                   |
| 4                                                                                                | Questa casa è una giungla 「さくらのくたくた日曜日」 - Sakura no kutakuta nichiyōbi – "La faticosa domenica di Sakura" | 28 aprile 1998    | 30 settembre 1999 |
| 4                                                                                                | È domenica e Sakura ha organizzato un picnic insieme a Tomoyo. Purtroppo però è il suo turno di sbrigare le faccende domestiche ed è costretta a rimanere a casa. Mentre fa le pulizie aiutata da Kero-chan, Sakura trova The Wood (la carta del Legno) e The Rain (la carta della Pioggia). Quest'ultima prende nuovamente vita e fa crescere a dismisura la carta del Legno a tal punto da creare una specie di giungla per tutta la casa. In seguito all'arrivo di Tomoyo, Sakura riesce a catturare la Pioggia grazie alla Carta dell'Acqua; per via della sua gentilezza e ubbidienza, il Legno si lascia liberamente imprigionare dalla Catturacarte. |                   |                   |
| 5                                                                                                | L'allegra bottega dei peluche 「さくらとパンダとかわいいお店」 - Sakura to panda to kawaii omise – "Sakura, il panda e il negozio carino" | 5 maggio 1998     | 1º ottobre 1999   |
| 5                                                                                                | Sakura si reca con Tomoyo e le sue amiche Chiharu Mihara, Naoko Yanagisawa e Rika Sasaki in un nuovo negozio di peluche diretto dalla proprietaria Maki Matsumoto. Chiharu compra un panda di peluche, ma quando torna a casa ne viene derubata. Sakura e Tomoyo tornano poi al negozio e scoprono che il peluche di Chiharu si trova nuovamente lì. Kero-chan consiglia a Sakura di indagare sul fatto in quanto potrebbe essere frutto di una Clow Card. Grazie a Tomoyo, Sakura scopre The Jump (la carta del Salto) tra i peluche e comincia ad inseguirla per la città finché l'entità si trasforma in un peluche gigantesco. A causa delle sue scarse capacità combattive però, la carta diventa vulnerabile e Sakura riesce a catturarla. |                   |                   |
| 6                                                                                                | Ricordi dal passato 「さくらとおかあさんの思い出」 - Sakura to okaasan no omoide – "Sakura e i ricordi della mamma" | 12 maggio 1998    | 2 ottobre 1999    |
| 6                                                                                                | Naoko racconta a Sakura e le altre di aver visto un fantasma nel bosco. Tutte quante tornano quindi sul luogo ed incontrano nuovamente quella strana entità, ma ognuna scopre di vedere una cosa diversa. Sakura torna nel bosco con Tomoyo e Kero-chan e rivede ancora una volta ciò che aveva visto la scorsa volta, ovvero lo spirito di sua madre ormai defunta da tempo. Spinta dall'amore per sua madre, Sakura le va incontro, ma cade da un precipizio e viene salvata da Yukito. Sakura gli racconta di aver visto sua madre, ma Yukito le dice che se fosse stata davvero sua madre non avrebbe tentato di farle del male. Sakura torna ancora una volta lì, ma cade di nuovo nella trappola, precipitando di nuovo. Ripensando però alle parole di Yukito, riesce a trarsi in salvo grazie alla carta del Volo. Kero-chan si accorge infine che tutto ciò che è successo è a causa di The Illusion (la carta dell'Illusione) e Sakura la fa prigioniera. |                   |                   |
| 7                                                                                                | Il quadro 「さくらの怪盗初挑戦！？」 - Sakura no kaitō hatsu chōsen!? – "La prima sfida come ladro di Sakura!?" | 26 maggio 1998    | 4 ottobre 1999    |
| 7                                                                                                | Sakura si reca in una pinacoteca con la sua classe. Durante la visita scorge un bambino che tenta di imbrattare un quadro raffigurante una dama blu, ma improvvisamente tutto ciò che la circonda si azzittisce. Kero-chan le rivela quindi la presenza di un'altra carta, quella di The Silent (la carta del Silenzio), per cui i due si intrufolano di notte nella pinacoteca insieme a Tomoyo per tentare di catturarla. Sul luogo incontrano ancora il bambino che aveva tentato di manomettere il quadro, ma alla fine scoprono proprio da lui che il suo intento era quello di cancellare la dama blu, poiché nel quadro originale dipinto dal padre, quella donna non c'era. Sakura intuisce quindi che la dama blu possa essere la carta del Silenzio e riesce ad intrappolarla grazie alla carta dell'Ombra. |                   |                   |
| 8                                                                                                | Il rivale 「さくらのライバル、登場！」 - Sakura no raibaru, tōjo! – "Il rivale di Sakura, appare!" | 2 giugno 1998     | 5 ottobre 1999    |
| 8                                                                                                | Nella classe di Sakura viene introdotto un nuovo alunno cinese di nome Syaoran Li, proveniente da Hong Kong. Questi si rivela essere un discendente di Clow Reed in possesso del Rashinban (la Bussola dei Venti) in grado di trovare le Clow Card. Syaoran minaccia quindi Sakura di dargli quelle in suo possesso poiché la ritiene indegna di svolgere un compito così importante. Quella stessa sera, il cielo viene tempestato da violenti fulmini. Sakura decide quindi di indagare e scopre che si tratta niente meno che The Thunder (la carta del Fulmine). Durante lo scontro con la carta, interviene Syaoran. Sakura riesce a farla prigioniera solo grazie al suo aiuto utilizzando la carta dell'Ombra. Al termine della battaglia, Syaoran rinfaccia ancora una volta a Sakura di non essere adatta a ricoprire il ruolo di Catturacarte. |                   |                   |
| 9                                                                                                | Una spilla pericolosa 「さくらとふしぎなブローチ」 - Sakura to fushigina burōchi – "Sakura e la misteriosa spilla" | 9 giugno 1998     | 6 ottobre 1999    |
| 9                                                                                                | Dopo la scuola, Sakura, Tomoyo e Rika vanno in un negozio di antiquariato dove ognuna compra una propria spilla. Si recano quindi a casa di Sakura, ma quando Rika fa per indossare la sua spilla, questa si trasforma in una spada, la quale prende possesso della sua volontà. Kero-chan rivela però che si tratta di una Clow Card, ovvero The Sword (la carta della Spada). Alla fine, nonostante l'intervento di Syaoran, Sakura utilizza la carta dell'Illusione per liberare Rika dalla presa della spada per poi catturarla. Il giorno seguente, Sakura dona la sua spilla a Rika. |                   |                   |
| 10                                                                                               | Una dolce pioggia fiorita 「さくらと花の運動会」 - Sakura to hana no undōkai – "Sakura e il torneo sportivo di fiori" | 16 giugno 1998    | 7 ottobre 1999    |
| 10                                                                                               | Durante un torneo sportivo nella scuola, Sakura conosce la mamma di Tomoyo, Sonomi, ma poi scopre che la donna e suo padre si conoscono ormai già da molti anni e che tra i due non corre buon sangue. Sonomi sfida quindi il padre di Sakura ad una gara di velocità, ma quest'ultimo si rivela essere il migliore. Nel bel mezzo della corsa, il cortile della scuola viene ricoperto di petali e Sakura scopre che ciò è dovuto a causa di The Flower (la carta del Fiore). Nonostante tutto, la Catturacarte riesce ad imprigionare il Fiore con poche difficoltà. |                   |                   |
| 11                                                                                               | Lo scrigno 「さくらと知世と大きなお家」 - Sakura to Tomoyo to ōkina oie – "Sakura, Tomoyo e la casa grande" | 23 giugno 1998    | 8 ottobre 1999    |
| 11                                                                                               | Tomoyo invita Sakura a casa sua per parlarle di una questione urgente. Arrivata dalla sua amica, Sakura viene ben ospitata da Sonomi, che alla fine si rivela essere una lontana cugina di sua madre. Tornate in camera, Tomoyo le rivela il perché del suo invito: non riesce ad aprire un prezioso scrigno contenente i suoi più intimi ricordi. Dopo varie ricerche, Kero-chan scopre che dietro a tutto c'è The Shield (la carta dello Scudo) e Sakura riesce a catturarla tagliandola con la carta della Spada. |                   |                   |
| 12                                                                                               | Il tempo 「さくらの終わらない一日」 - Sakura no owaranai ichinichi – "Il giorno interminabile di Sakura" | 30 giugno 1998    | 9 ottobre 1999    |
| 12                                                                                               | Sakura deve sottoporsi ad una prova di flauto, ma fallisce l'esame. Il pomeriggio decide quindi di esercitarsi a suonare finché non ci riuscirà alla perfezione. Il giorno successivo Sakura torna a scuola, ma nota che ciò che le accade è del tutto uguale a quello che le è accaduto il giorno precedente. Scopre poi che anche Syaoran si è accorto del misterioso fatto, per cui i due cominciano a sospettare che sia opera di una Clow Card. Quella stessa sera, Sakura va alla torre dell'orologio, dove scopre all'interno The Time (la carta del Tempo). Dopo vari tentativi, Sakura cattura la carta, ma questa, essendo stata messa fuori combattimento da Syaoran, diventa in possesso di quest'ultimo. |                   |                   |
| 13                                                                                               | Gita allo zoo 「さくらとゾウの力くらべ」 - Sakura to zou no chikara kurabe – "Sakura e l'intervento con la forza di un elefante" | 7 luglio 1998     | 11 ottobre 1999   |
| 13                                                                                               | Sakura va in gita allo zoo con la sua classe. Improvvisamente scoppia un terremoto e le gabbie degli animali si rompono misteriosamente. Kero-chan le rivela quindi la presenza di The Power (la carta della Forza). Per catturarla, Sakura sfida l'entità ad una gara di tiro alla fune, ma l'avversaria si rivela essere molto potente anche con l'intervento di un elefante. Syaoran decide quindi di intervenire a favore di Sakura, per cui blocca il tempo con la carta del Tempo e leva la corda dalle mani alla carta della Forza. Sakura quindi la imprigiona, inconsapevole di ciò che realmente è accaduto. |                   |                   |
| 14                                                                                               | Una serata movimentata 「さくらと桃矢とシンデレラ」 - Sakura to Tōya to Shinderera – "Sakura, Touya e Cenerentola" | 14 luglio 1998    | 12 ottobre 1999   |
| 14                                                                                               | Sakura viene invitata da Yukito ad una festa organizzata dalla sua scuola. Nel bel mezzo della celebrazione, Touya e lo stesso Yukito si ritrovano a partecipare ad una recita riguardante la famosa favola di Cenerentola, ma durante la scena del ballo, il palcoscenico inizia a crollare. Sakura chiama in aiuto Kero-chan, il quale le dice che molto probabilmente ciò è dovuto a The Mist (la carta della Nebbia), la quale con la sua umidità riesce a corrodere ogni materiale. Sakura tuttavia riesce a racchiudere tutta la nebbia in un solo punto grazie alla carta dell'Ombra e alla fine la imprigiona nuovamente nella carta. |                   |                   |
| 15                                                                                               | Di nuovo amici 「さくらケロの大げんか」 - Sakura to Kero no daikenka – "Il grande litigio di Sakura e Kero" | 21 luglio 1998    | 13 ottobre 1999   |
| 15                                                                                               | Syaoran riesce a neutralizzare in combattimento il potere di The Storm (la carta della Tempesta) e ne ottiene i diritti non appena Sakura riesce a catturarla. Kero-chan vorrebbe trovare un sistema per farla pagare a Syaoran, ma Sakura gli urla contro e i due litigano. Kero-chan scappa quindi di casa e si rifugia in una discarica, per poi essere ritrovato da una bambina di nome Akane. Nella sua nuova casa, Kero-chan inizia a sentire nostalgia di Sakura, ma non vuole lasciare da sola Akane per via della sua solitudine. Improvvisamente però, la bambina inizia a volare e Kero-chan si accorge che dietro c'è lo zampino di The Float (la carta del Galleggiamento), una delle più cattive. Sakura interviene così in soccorso e riesce ad imprigionare la carta per poi riappacificarsi con Kero-chan. |                   |                   |
| SP 1                                                                                             | 「みんな大好きさくらちゃん」 - Minna daisuki Sakura-chan – "La Sakura amata da tutti" | 28 luglio 1998    | –                 |
| SP 1                                                                                             | Riassunto degli episodi precedenti. |                   |                   |
| 16                                                                                               | Un arcobaleno di ricordi 「さくらと思い出の虹」 - Sakura to omoide no niji – "Sakura e l'arcobaleno di ricordi" | 4 agosto 1998     | 14 ottobre 1999   |
| 16                                                                                               | Durante una vacanza con la famiglia e Yukito, Sakura conosce un anziano signore di nome Masaki Amamiya. Il signore le racconta la storia della sua famiglia e di aver avuto una nipote morta in giovane età. Dopo averlo ringraziato per l'accoglienza, Sakura ritorna dal padre e da suo fratello, e si avviano nella loro casa a Tomoeda. Viene in seguito rivelato che Masaki è il nonno della sua defunta madre Nadeshiko. |                   |                   |
| 17                                                                                               | La prova del coraggio 「さくらのこわーいきもだめし」 - Sakura no kowāi kimodameshi – "La paurosa prova di coraggio di Sakura" | 11 agosto 1998    | 15 ottobre 1999   |
| 17                                                                                               | Sakura va con i suoi amici in vacanza al mare. Viene però a sapere dalla sua amica Naoko che la sera successiva sarebbero tutti stati sottoposti alla prova del coraggio, che consisteva nell'entrare a coppie in una caverna e deporre una candela nel tempio all'estremità di essa. Sakura entra nella grotta con Tomoyo, ma durante il tragitto le due amiche non scorgono nessuno dei loro compagni che erano entrati precedentemente. Arrivate davanti al tempietto, Tomoyo, Naoko e le altre scompaiono, ad eccezione di Sakura e Syaoran. La Catturacarte scopre però all'interno del tempio una Clow Card, ovvero The Erase (la carta della Sparizione) e riesce a farla prigioniera. |                   |                   |
| 18                                                                                               | Festa di luci 「さくらと雪兎と夏祭り」 - Sakura to Yukito to natsumatsuri – "Sakura, Yukito e il festival estivo" | 18 agosto 1998    | 16 ottobre 1999   |
| 18                                                                                               | Sakura va ad una festa di fine estate con Tomoyo, dove incontra anche Yukito. Durante i festeggiamenti, riesce a stare un po' di tempo da sola con lui in un'atmosfera romantica costellata di lucciole. Sakura però nota qualcosa di strano in quelle piccole luci, fino a scoprire poi che non sono altro che frutto di una Clow Card. Dopo essere rimasta nuovamente sola con Tomoyo, Sakura fa finalmente prigioniera la carta che si rivela essere The Glow (la carta dello Splendore). |                   |                   |
| SP 2                                                                                             | 「カードキャプターさくら 夏のイラスト大賞」 - Kādokyaputā Sakura Natsu no irasuto taishō – "Cardcaptor Sakura: premio per l'illustrazione dell'estate" | 25 agosto 1998    | –                 |
| SP 2                                                                                             | Riassunto degli episodi precedenti. |                   |                   |
| 19                                                                                               | I compiti delle vacanze 「さくらと夏休みの宿題」 - Sakura to natsuyasumi no shokudai – "Sakura e i compiti per le vacanze" | 1º settembre 1998 | 18 ottobre 1999   |
| 19                                                                                               | Come ogni anno, Sakura si riduce a finire i compiti l'ultimo giorno delle vacanze estive. Va quindi nella biblioteca del quartiere con Tomoyo per leggere un libro sul quale poi dovrà svolgere un tema. Sul luogo, le due incontrano Syaoran, il quale sta leggendo il libro che anche Sakura aveva intenzione di leggere. Improvvisamente però, il libro scompare e comincia a teletrasportarsi continuamente in ogni angolo della biblioteca. Kero-chan avvisa Sakura che sul libro influisce l'entità di The Move (la carta dello Spostamento), e la ragazza riesce a catturarla prima che essa riesca a spostarsi di nuovo. Durante la cattura, Sakura cade in un laghetto insieme a Syaoran, il quale per farla asciugare la ospita a casa sua e le fa conoscere Wei Wang, il suo maggiordomo. Inaspettatamente però, Syaoran riceve la visita di sua cugina, Meiling, la quale sin dall'inizio reca del filo da torcere a Sakura. |                   |                   |
| 20                                                                                               | Dalla Cina con furore 「さくらとたたかう転校生」 - Sakura to tatakau tenkōsei – "Sakura e la nuova studentessa combattiva" | 8 settembre 1998  | 19 ottobre 1999   |
| 20                                                                                               | Meiling inizia a frequentare la stessa scuola di Sakura e gli altri e conosce Kero-chan, con il quale non instaura un buon rapporto. La nuova arrivata inizia a fulminare Sakura, in quanto quest'ultima risulta essere molto più capace in ogni disciplina. Una sera, Sakura avverte a presenza di una Clow Card, ma viene intercettata da Meiling, che vorrebbe ad ogni costo far ottenere tutte le carte a Syaoran. All'improvviso, emerge dall'acqua The Fight (la carta della Lotta) e Sakura riesce ad imprigionarla utilizzando quella della Forza, nonostante l'intervento di Syaoran. |                   |                   |
| 21                                                                                               | La maratona 「さくらのながーいマラソン大会」 - Sakura no nagāi marason daikai – "La lunga maratona di Sakura" | 15 settembre 1998 | 20 ottobre 1999   |
| 21                                                                                               | Sakura deve disputare una maratona e vorrebbe ottenere il primato. Durante la disputa però, viene ostacolata da Syaoran e Meiling. Tutti e tre alla fine vengono mandati fuori strada da una Clow Card, ovvero The Loop (la carta del Cerchio), la cui entità fa percorrere loro il tragitto in senso inverso. Sakura localizza la carta inciampandoci sopra e la cattura dopo averla tagliata con la carta della Spada. |                   |                   |
| 22                                                                                               | Il congresso 「さくらとやさしいお父さん」 - Sakura to yasashii otōsan – "Sakura e l'amorevole padre" | 22 settembre 1998 | 21 ottobre 1999   |
| 22                                                                                               | Sakura non vuole disturbare suo padre poiché questi è molto impegnato nei preparativi di un importante congresso di archeologia internazionale. Per aiutarlo a distrarsi, Sakura lo va a trovare con Tomoyo sul luogo di lavoro. Durante la visita però, suo padre cade addormentato, così come tutti i suoi assistenti e colleghi. Kero-chan si accorge di The Sleep (la carta del Sonno), ma finisce addormentato insieme a Tomoyo. Sakura rincorre la carta fino allo studio del padre, dove per catturarla, mette accidentalmente a soqquadro la stanza distruggendo il suo duro lavoro. Per farsi perdonare, la ragazza promette a suo padre di aiutarlo a riscrivere tutto. |                   |                   |
| 23                                                                                               | Il fantasma canterino 「さくらと知世とすてきな歌」 - Sakura to Tomoyo to sutekina uta – "Sakura, Tomoyo e il bellissimo canto" | 29 settembre 1998 | 22 ottobre 1999   |
| 23                                                                                               | Nella scuola di Sakura si comincia a vociferare di un fantasma che canta ogni sera nell'aula di musica. Kero-chan consiglia a Sakura di indagare meglio sul fatto in quanto potrebbe esserci lo zampino di una carta, ma lei non ha alcuna intenzione di andare a scuola in piena notte per via della sua fobia dei fantasmi. Yukito però le rivela di essere curioso di scoprire di chi sia quella misteriosa voce che tutti ritengono magnifica. Sakura prende quindi la decisione di andare a scuola con Kero-chan, Tomoyo, Syaoran e Meiling per registrare quella melodia, dove trova The Song (la carta del Canto), che alla fine viene catturata con l'aiuto di Tomoyo. |                   |                   |
| 24                                                                                               | Una piccola avventura 「さくらの小さな大冒険」 - Sakura no chiisana daibōken – "La piccola grande avventura di Sakura" | 6 ottobre 1998    | 23 ottobre 1999   |
| 24                                                                                               | Sakura invita Tomoyo a casa sua, ma inaspettatamente avverte la presenza di una Clow Card. Si imbatte quindi in The Little (la carta della Piccolezza), dalla quale viene attaccata e ridotta in dimensioni parecchio ridotte. Sakura comincia a vivere un'avventura con la grandezza di un insetto, finché non incontra Kero-chan in giro per la casa. Tomoyo intanto cerca di non far destare sospetti a Touya e Yukito, ma alla fine anche lei sta per essere rimpicciolita. Alla fine, Sakura interviene e riacquista le sue normali dimensioni per poi rinchiudere la Piccolezza nella rispettiva carta. |                   |                   |
| 25                                                                                               | Chi sei veramente? 「さくらともう一人のさくら」 - Sakura to mō hitori no Sakura – "Sakura e l'altra Sakura" | 13 ottobre 1998   | 25 ottobre 1999   |
| 25                                                                                               | Una ragazza del tutto identica a Sakura si aggira per la città combinando guai e facendo scherzi alla gente. Tutti credono che la responsabile sia Sakura, la quale inizia a sospettare che la causa sia in realtà una Clow Card. L'impostora, intanto, incontra Touya e lo convince con una scusa ad accompagnarla in un boschetto, dove lo fa precipitare in una scarpata. Touya, rimasto lievemente ferito, rivela alla finta Sakura di sapere benissimo che lei non è sua sorella, ma di averla voluta aiutare perché vede in lei uno spirito in cerca di pace. La vera Sakura, intanto, interroga i tarocchi con le Clow Card in proprio possesso e giunge alla conclusione che la misteriosa carta ha preso di mira Touya. Sakura e Kero-chan, seguendo la scia di potere lasciata dalla misteriosa carta, raggiungono Touya e l'impostora; questa si rivela immune ai poteri delle altre Clow Card e Kero-chan spiega che solo indovinando la sua identità potrà essere catturata. Sakura ripensa agli indizi forniti dai tarocchi (le carte dell'Acqua, dell'Ombra e dell'Illusione) e capisce che si tratta di The Mirror (la carta dello Specchio). La carta, smascherata, si lascia catturare, ma prima si scusa con Touya, rivelandosi sinceramente pentita per tutti i guai che ha causato.                                                                                              |                   |                   |
| 26                                                                                               | Labirinti misteriosi 「さくらとすてきな先生」 - Sakura to sutekina sensei – "Sakura e la splendida insegnante" | 20 ottobre 1998   | 26 ottobre 1999   |
| 26                                                                                               | Mentre sta pattinando, Sakura inciampa e viene aiutata da una donna, che poi la saluta dicendole che si rivedranno l'indomani. Il giorno dopo, a scuola, Sakura scopre che la donna è la sua nuova supplente di matematica ed il suo nome è Kaho Mizuki. Sakura è immediatamente conquistata dall'affabilità e dalla simpatia della sua nuova insegnante, ma Syaoran percepisce nella donna un grande e misterioso potere e ne è molto turbato, tanto da decidere di starle lontano e di consigliare a Sakura di fare lo stesso. Dopo scuola, Sakura, Tomoyo, MeiLing e Syaoran si recano al tempio perché le ragazze vogliono acquistare un amuleto, ma i quattro si ritrovano intrappolati da una Clow Card, The Maze (la carta del Labirinto). Contro il potere di questa carta si rivelano inefficaci sia le Card in possesso di Sakura che i poteri di Syaoran; alla fine, i ragazzi vengono tratti in salvo proprio dalla signorina Mizuki, che grazie ai propri misteriosi poteri magici neutralizza la carta del Labirinto. La carta viene alla fine catturata e riconosce come padrona proprio la signorina Mizuki, ma la donna la cede volentieri a Sakura. |                   |                   |
| 27                                                                                               | Mille ricordi 「さくらと思い出の神社」 - Sakura to omoide no jinjya – "Sakura e il tempio dei ricordi" | 27 ottobre 1998   | 27 ottobre 1999   |
| 27                                                                                               | Sakura si reca con Syaoran e Kero-chan all'albero di ciliegio di fronte al tempio in gestione del padre della professoressa Mizuki. All'improvviso, viene intrappolata in esso e rispedita indietro nel tempo da The Past (la carta del Passato), che le fa rivivere i momenti in cui suo fratello Touya era innamorato della sua nuova insegnante. Grazie all'aiuto di Syaoran, che ricorre alla carta del Tempo, Sakura ritorna nel presente e cattura la carta del Passato, che però diventa di proprietà di Syaoran. |                   |                   |
| 28                                                                                               | Le carte dei desideri 「さくらとおまじないカード」 - Sakura to omajinai Kādo – "Sakura e la Carta incantata" | 3 novembre 1998   | 28 ottobre 1999   |
| 28                                                                                               | Tra i vari studenti e studentesse nella scuola di Sakura ricorre spesso comprare delle strane carte, chiamate carte dei desideri, che secondo alcune superstizioni fanno diventare realtà i desideri a seconda della carta che viene acquistata. Meiling decide di comprare la carta dell'amore per fare innamorare Syaoran, ma il suo tentativo fallisce. Compra quindi una nuova carta, quella del Bersaglio (The Shot), che ha come obiettivo il cuore del suo amato. La carta in questione però si rivela essere una Clow Card anziché una carta dei desideri, e Sakura riesce a catturarla utilizzando la carta dello Specchio. |                   |                   |
| 29                                                                                               | Più dolce non si può 「さくらのあまーいクッキング」 - Sakura no amai kukkingu – "La dolce cucina di Sakura" | 10 novembre 1998  | 29 ottobre 1999   |
| 29                                                                                               | La classe di Sakura deve affrontare una lezione di cucina a gruppi, ognuno dei quali dovrà preparare una torta. Dopo la cottura, gli studenti scoprono che tutte le torte sono troppo dolci, per cui la lezione viene ripresa la settimana successiva. Tuttavia, Kero-chan mette in allarme Sakura in quanto potrebbe esserci la mano di The Sweet (la carta dello Zucchero). Dopo aver cucinato le torte per la seconda volta, Sakura e Syaoran rimangono nell'aula durante la pausa-pranzo. I due scorgono la carta dello Zucchero e alla fine, Sakura la cattura utilizzando del sale. |                   |                   |
| 30                                                                                               | A tutta velocità 「さくらとケガをしたカード」 - Sakura to kegawoshita Kādo – "Sakura e la Carta ferita" | 17 novembre 1998  | 30 ottobre 1999   |
| 30                                                                                               | Sakura è in missione per catturare The Dash (la carta della Velocità), ma questa rimane ferita e si rifugia nella dimora di una ragazza di nome Ray. La ragazza, accumulando tutte le potenzialità della carta, riesce a migliorare molto nelle corse scolastiche che la porteranno poi a confrontarsi con le sue compagne nella gara che si svolgerà la settimana seguente. Secondo Kero-chan, Sakura dovrebbe catturare Velocità prima che riprenda le sue forze e fugga di nuovo, ma la Catturacarte vorrebbe attendere la fine della gara in modo che Ray vinca grazie al potere della carta. Alla fine però, la carta della Velocità viene scoperta da Syaoran e riesce ad ottenerla dopo che Sakura, a malincuore, la imprigiona. Nonostante tutto, alla fine Ray vince la gara. |                   |                   |
| 31                                                                                               | Sulle ali della fantasia 「さくらと名前のない本」 - Sakura to namae no nai hon – "Sakura e il libro senza nome" | 24 novembre 1998  | 1º novembre 1999  |
| 31                                                                                               | Sakura va con le sue amiche in libreria e Naoko compra un misterioso libro senza nome, in cui vi è scritto che la storia del libro deve essere inventata dal lettore. Sakura e Syaoran avvertono poi la presenza di una Clow Card, ovvero The Big (la carta dell'Ingrandimento), che viene catturata appunto da Sakura. Improvvisamente, Sakura, Syaoran, Tomoyo, Meiling e Kero-chan incontrano degli strani animali volanti e alla fine si accorgono che tutto ciò è opera di The Create (la carta della Fantasia), che in realtà non è niente meno che il libro comprato da Naoko, nel quale ogni cosa che viene scritta in esso diventa realtà. Naoko però mette in scena l'arrivo di un drago e Sakura è costretta a fronteggiarlo utilizzando la carta dell'Ingrandimento. Tuttavia, la Catturacarte non riesce a sconfiggere la bestia, ma fortunatamente Naoko smette di scrivere e Sakura la imprigiona nuovamente nella carta. |                   |                   |
| 32                                                                                               | Che confusione! 「さくらとケロと小狼と」 - Sakura to Kero to Shaoran to – "Con Sakura, Kero e Syaoran" | 1º dicembre 1998  | 2 novembre 1999   |
| 32                                                                                               | Sakura e Syaoran si mettono all'opera per catturare The Change (la carta dello Scambio). La missione va a buon fine, ma Syaoran e Kero-chan toccano contemporaneamente la carta e si scambiano i corpi. Sono quindi costretti a stare un'intera giornata l'uno nel corpo dell'altro prima che il potere della carta svanisca. Passate le ventiquattro ore, Sakura ricorre alla carta dello Scambio e riporta tutto alla normalità. |                   |                   |
| 33                                                                                               | Pattinaggio sul ghiaccio 「さくらのさむーいアイススケート」 - Sakura no samūi aisusukēto – "Il freddo pattinaggio sul ghiaccio di Sakura" | 15 dicembre 1998  | 3 novembre 1999   |
| 33                                                                                               | Sakura va con la sua classe al palazzo del ghiaccio a pattinare. Una volta lì però, la temperatura scende a dismisura e alla fine tutti i presenti vengono congelati da The Freeze (la carta del Gelo), ad eccezione di Sakura e Syaoran. I due affrontano quindi l'entità, ma Sakura rischia di essere trasformata in ghiaccio. Solo grazie all'intervento di Syaoran, Sakura evita il peggio, ma dopo la sua cattura, la carta del Gelo entra in possesso del ragazzo. |                   |                   |
| 34                                                                                               | La caccia al tesoro 「さくらと雪兎と昼の月」 - Sakura to Yukito to hiru no tsuki – "Sakura, Yukito e la luna di mezzogiorno" | 22 dicembre 1998  | 4 novembre 1999   |
| 34                                                                                               | In città viene organizzata una caccia al tesoro. Sakura vorrebbe partecipare con Tomoyo, ma la ragazza rifiuta in quanto preferirebbe riprenderla con la telecamera. Yukito le propone quindi di partecipare insieme a lui e Sakura accetta. I due riescono a rispondere correttamente a tutte le domande, ma quando poi si avventurano nel bosco Yukito rimane ferito al ginocchio. Fortunatamente, Sakura riesce a trarlo in salvo e a portarlo al sicuro dagli altri. |                   |                   |
| 35                                                                                               | Buon Natale! 「さくらのすてきなクリスマス」 - Sakura no sutekina Kurisumasu – "Lo splendido Natale di Sakura" | 29 dicembre 1998  | 5 novembre 1999   |
| 35                                                                                               | Sakura è in crisi in quanto non sa cosa regalare a Yukito per Natale e si confida con Meiling, la quale le rivela che in un regalo ciò che conta veramente è il pensiero. Sakura invita quindi Yukito al luna park, ma Kero-chan e Tomoyo li seguono per spiarli. Improvvisamente però il luna park viene preso di mira da The Firey (la carta del Fuoco). Sakura, su consiglio di Kero-chan, utilizza in contemporanea la carta del Vento e la carta dell'Acqua per catturare il Fuoco, riuscendo nell'impresa e ristabilendo l'ordine. Alla fine, Sakura regala a Yukito una bambola simile a lui, in un'atmosfera romantica e natalizia creata da Kero-chan. |                   |                   |
| Cardcaptor Sakura: Clow Card-hen [seconda parte] / Sakura - La partita non è finita (11 episodi) | |                   |                   |
| 36                                                                                               | Si ricomincia 「さくらと雪の新学期」 - Sakura to yuki no shingakki – "Sakura e il nuovo semestre nevoso" | 6 aprile 1999     | 29 gennaio 2001   |
| 36                                                                                               | La storia riprende circa quattro mesi dopo la cattura della carta del Fuoco e in questo arco di tempo, Sakura riesce ad imprigionare The Bubbles (la carta delle Bolle), The Wave (dell'Onda), The Libra (della Bilancia) e The Through (dell'Attraversamento). In città cominciano però ad essere frequenti violente bufere di neve, causate appunto da The Snow (la carta della Neve). Sakura e Syaoran intervengono, ma la Catturacarte smarrisce un orologio regalatole in precedenza da Yukito. Indignata per questo, Sakura ricorre alla carta del Fuoco per sciogliere tutta la neve e catturare la carta. Alla fine, l'orologio viene ritrovato da Mizuki. |                   |                   |
| 37                                                                                               | La voce scomparsa 「さくらと消えた知世の声」 - Sakura to kieta Tomoyo no koe – "Sakura e la voce scomparsa di Tomoyo" | 13 aprile 1999    | 30 gennaio 2001   |
| 37                                                                                               | Durante le prove di canto, Tomoyo viene attaccata da una Clow Card e perde la voce. Kero-chan dice a Sakura che la causa dell'accaduto è The Voice (la carta della Voce) e vorrebbe trovare un modo per catturarla. Sakura e Syaoran tentano di trovare una soluzione per fare prigioniera la carta e alla fine decidono di ricorrere alla carta del Canto. Il piano riesce e Tomoyo riacquista la voce giusto in tempo per partecipare al concerto della scuola. |                   |                   |
| 38                                                                                               | Fragole che passione! 「さくらの楽しいいちご狩り」 - Sakura no tanoshii ichigo kari – "La divertente raccolta delle fragole di Sakura" | 20 aprile 1999    | 31 gennaio 2001   |
| 38                                                                                               | Sakura va con la sua classe in una piantagione a raccogliere fragole. Nel pomeriggio, gli studenti avrebbero dovuto partecipare ad una lezione di gastronomia, ma gli addetti alla piantagione non riescono ad aprire la porta del laboratorio. Sakura, Tomoyo, Syaoran e Meiling decidono di indagare e riescono ad aprire la porta, ma una volta entrati nell'aula, vengono chiusi dentro da The Lock (la carta del Lucchetto). Sakura riesce però a farla uscire allo scoperto e la imprigiona nuovamente nella carta. |                   |                   |
| 39                                                                                               | Nuvole all'orizzonte 「さくらのふらふら熱曜日」 - Sakura no furafura netsuyōbi – "Il giorno con la febbre alta di Sakura" | 27 aprile 1999    | 1º febbraio 2001  |
| 39                                                                                               | Una mattina, Sakura si sveglia con la febbre alta, ma decide comunque di andare a scuola, nonostante sia Kero-chan che Touya le consiglino di restare a letto. Durante le lezioni, Sakura si sente male e la signorina Mizuki, accorgendosene, avverte Touya. Mentre riporta a casa Sakura, Touya nota che non ha mai smesso di piovere in tutta la giornata. Dopo qualche ora, la pioggia cessa, ma le nubi iniziano a muoversi in maniera innaturale, espandendosi su tutta la città. Sakura, a letto con la febbre, percepisce in ciò il potere di una Clow Card, The Cloud (la carta della Nuvola); per non far preoccupare Touya e contro la volontà di Kero-chan, Sakura crea una copia di se stessa utilizzando la carta dello Specchio e parte per catturare quella della Nuvola. Con l'aiuto di Syaoran e MeiLing, Sakura riesce nell'impresa e torna a casa. Lo sforzo le ha però fatto salire la febbre al punto che Touya (che ha riconosciuto la carta dello Specchio e sa che cos'ha fatto Sakura) decide di chiamare il medico; in quel momento, però, appare lo spirito della madre dei due fratelli, che cura Sakura, svelando ad uno stupefatto Touya di aver vegliato su di lei tutta la giornata. Il giorno dopo, Sakura, completamente guarita, ringrazia la madre per esserle stata sempre accanto.                                                                             |                   |                   |
| SP 3                                                                                             | 「バトルコスチューム大賞 ～めざせ！知世ちゃん～」 - Batoru kosuchūmu taishō ~Mezase! Tomoyo-chan~ – "Premio per il costume da battaglia ~L'obiettivo! Tomoyo~" | 4 maggio 1999     | –                 |
| SP 3                                                                                             | Riassunto degli episodi precedenti. |                   |                   |
| 40                                                                                               | Il sogno premonitore 「さくらと夢の中のさくら」 - Sakura to yume no naka no Sakura – "Sakura e la Sakura dentro al sogno" | 11 maggio 1999    | 2 febbraio 2001   |
| 40                                                                                               | Sakura, Tomoyo, Syaoran e Meiling vanno a visitare la Tokyo Tower. Lì, Sakura comincia a rivivere ciò che accade nel suo ricorrente sogno, ma alla fine scopre che tutto ciò che la circonda si tratta realmente di un sogno premonitore, causato niente meno che da The Dream, (la carta del Sogno), la quale agiva sotto forma di farfalla. Sakura cattura la carta, che poi però diventa di proprietà di Syaoran. |                   |                   |
| 41                                                                                               | Grandi preparativi 「さくらと小狼と砂の海」 - Sakura to Shaoran to suna no umi – "Sakura, Syaoran e il mare di sabbia" | 18 maggio 1999    | 5 febbraio 2001   |
| 41                                                                                               | Per la festa della scuola, la professoressa Mizuki propone alla classe di mettere in scena una recita sulla famosa favola de La bella addormentata nel bosco. Gli studenti accettano e i ruoli vengono scelti a sorte, cosa che porterà Sakura ad ottenere la parte del principe azzurro e Syaoran quella della principessa. Una mattina, Sakura propone a Syaoran di incontrarsi per studiare la parte insieme, ma i due vengono attaccati da The Sand (la carta della Sabbia). Per neutralizzare il suo potere, Sakura utilizza la carta dell'Acqua, mentre Syaoran quella del Gelo. Dopo averla catturata, la carta spetterebbe di diritto ad entrambi, ma Sakura decide di cederla a Syaoran. |                   |                   |
| 42                                                                                               | La festa della scuola 「さくらのまっくら学芸会」 - Sakura no makkura gakugeikai – "Il festival scolastico al buio di Sakura" | 25 maggio 1999    | 6 febbraio 2001   |
| 42                                                                                               | Dopo tanti preparativi, arriva finalmente il giorno della festa della scuola. Sakura è molto agitata per la sua parte di principe azzurro, ma lo spettacolo sembra procedere senza inconvenienti. Al momento del bacio tra Sakura e Syaoran per il risveglio della principessa, la stanza viene circondata dall'oscurità e Sakura non riesce a vedere più nulla. Scopre quindi che il profondo alone nero attorno a lei è dovuto a The Dark (la carta del Buio), ma ad un tratto si accorge di riuscire a vedere il suo corpo. Entra quindi in scena una seconda carta, The Light (la carta della Luce), la quale rivela di essere entrata nel cuore di Sakura fin dal momento in cui la ragazza ruppe il sigillo del libro di Clow. Come richiesta delle due carte, Sakura le cattura insieme, ma a causa di un piccolo malinteso, la recita finisce in una rissa. |                   |                   |
| 43                                                                                               | I due gemelli 「さくらのさよなら苺鈴」 - Sakura no sayonara Meirin – "L'addio a Meiling di Sakura" | 1º giugno 1999    | 14 dicembre 2004  |
| 43                                                                                               | Meiling riceve una telefonata da sua madre ed è costretta a tornare a Hong Kong. Syaoran sembra indifferente a questa notizia e ciò infastidisce molto Meiling a tal punto da pensare di essere solo un peso per lui. Sakura avverte la presenza di una Clow Card, che si scoprirà poi essere The Twin (la carta dei Gemelli). Per poter imprigionare la carta, Syaoran e Meiling combattono con i due gemelli e riescono a batterli, cosa che porterà poi Syaoran ad ottenere il possesso della carta, dopo la cattura. Subito dopo, Meiling parte. |                   |                   |
| 44                                                                                               | La misteriosa insegnante 「さくらとケロと不思議な先生」 - Sakura to Kero to fushigina sensei – "Sakura, Kero e la misteriosa insegnante" | 8 giugno 1999     | 15 dicembre 2004  |
| 44                                                                                               | Sakura va con Tomoyo e Syaoran a vedere una gara di tiro con l'arco a cui partecipano Yukito e la professoressa Mizuki. Durante lo scontro Kero-chan avverte la presenza di Yue, il secondo guardiano di Clow Card, e alla fine si confronta con Mizuki. Una volta essersi ricongiunto con Sakura, vengono attaccati dall'ultima Clow Card. |                   |                   |
| 45                                                                                               | L'ultima carta di Clow 「さくらと最後のクロウカード」 - Sakura to saigo no Kurou Kādo – "Sakura e l'ultima Clow Card" | 15 giugno 1999    | 16 dicembre 2004  |
| 45                                                                                               | Sakura deve affrontare finalmente l'ultima carta di Clow, ovvero The Earthy (la carta della Terra). Volando sopra i tetti di Tokyo, scopre che la carta sferra i suoi attacchi lontano dalle zone in cui ci sono degli alberi, per cui, utilizzando la carta del Legno, riesce a farla prigioniera. Dopo la cattura di tutte le carte, Kero-chan ritorna al suo stato originale di tigre alata e avverte Sakura che ora sarà costretta a sottoporsi ad una prova, sotto il giudizio del secondo guardiano Yue. Tornati al tempio, Yue fa la sua manifestazione sulla Terra e si scopre che questa entità condivideva da sempre lo stesso corpo con Yukito. Yue sottopone prima Syaoran al Giudizio finale, ma il ragazzo fallisce e perde tutte le carte in suo possesso. Al termine della prova, si fa avanti Sakura. |                   |                   |
| 46                                                                                               | La grande prova 「さくらと最後の審判」 - Sakura to Saigo no Shinpan – "Sakura e il Giudizio Finale" | 22 giugno 1999    | 17 dicembre 2004  |
| 46                                                                                               | Sakura viene sottoposta anche lei al Giudizio Finale da Yue. La ragazza cerca di sconfiggere il guardiano con la carta del Legno, ma questa le si ritorce contro e la intrappola nei suoi rami. Yue decide quindi di far disperdere nuovamente le carte in modo che saranno catturate da un nuovo padrone, poiché sia lei che Syaoran si sono rivelati indegni. Sakura non vuole permettere che accada, poiché altrimenti tutte le persone più care si dimenticheranno di lei e Yukito scomparirà per sempre. Si libera quindi dalla presa del Legno e magicamente il suo scettro cambia aspetto sfruttando il Potere della Stella. Sakura batte Yue con la carta del Vento e viene nominata ufficialmente nuova padrona delle Carte di Clow. Dopo aver ottenuto il titolo, Sakura incontra inaspettatamente il signor Clow Reed, il quale le dice che ora non sarà più costretta a dipendere dal potere del Sole e della Luna, ma avrà un potere tutto suo donatole dalla Stella. |                   |                   |
| SP 4                                                                                             | 「クロウカード レリーズ完了！」 - Kurou Kādo Rerīzu kanryō! – "Clow Card Release completa!" | 29 giugno 1999    | –                 |
| SP 4                                                                                             | Riassunto degli episodi precedenti. |                   |                   |
| SP 5                                                                                             | 「わいの出番や！ケロちゃん大研究」 - Wai no deban ya! Kero-chan dai kenkyū – "È il mio turno! La grande ricerca di Kero-chan" | 6 luglio 1999     | –                 |
| SP 5                                                                                             | Riassunto degli episodi precedenti. |                   |                   |
| SP 6                                                                                             | 「さくらとたくさんの思い出 ～知世と桃矢と雪兎と小狼～」 - Sakura to takusan no omoide ~Tomoyo to Tōya to Yukito to Shaoran~ – "Sakura e i tanti ricordi ~Tomoyo, Touya, Yukito e Syaoran~" | 13 luglio 1999    | –                 |
| SP 6                                                                                             | Riassunto degli episodi precedenti. |                   |                   |
| Cardcaptor Sakura: Sakura Card-hen / Sakura, la partita non è finita (24 episodi)                | |                   |                   |
| 47                                                                                               | Un nuovo compagno di scuola 「さくらと不思議な転校生」 - Sakura to fushigina tenkōsei – "Sakura e il misterioso nuovo studente" | 7 settembre 1999  | 18 dicembre 2004  |
| 47                                                                                               | Dopo la cattura di tutte le Clow Card, con l'arrivo di Eriol Hiiragizawa iniziano ad accadere cose strane e Sakura non è più in grado di utilizzare le Carte. |                   |                   |
| 48                                                                                               | Il potere della stella 「さくらとめざめた星の鍵」 - Sakura to mezameta hoshi no kagi – "Sakura e la chiave della stella risvegliata" | 14 settembre 1999 | 19 dicembre 2004  |
| 48                                                                                               | Sakura capisce che deve trasformare le Clow Card in Sakura Card. Viene trasformata la carta del Fuoco. |                   |                   |
| 49                                                                                               | Il pianoforte impazzito 「さくらとキケンなピアノ」 - Sakura to kiken na piano – "Sakura e il pianoforte pericoloso" | 21 settembre 1999 | 20 dicembre 2004  |
| 49                                                                                               | Viene trasformata la carta del Canto. |                   |                   |
| 50                                                                                               | Il filo invisibile 「さくらと小狼とみえない糸」 - Sakura to Shaoran to mienai ito – "Sakura, Syaoran e il filo invisibile" | 28 settembre 1999 | 21 dicembre 2004  |
| 50                                                                                               | Viene trasformata la carta della Spada. |                   |                   |
| 51                                                                                               | L'orsacchiotto di pezza 「さくらと大きなぬいぐるみ」 - Sakura to ōkina nuigurumi – "Sakura e il grande orsacchiotto" | 5 ottobre 1999    | 22 dicembre 2004  |
| 51                                                                                               | Vengono trasformate le carte del Salto e del Volo. |                   |                   |
| 52                                                                                               | Giorni misteriosi 「さくらのひつじ注意報？！」 - Sakura no hitsuji chuuihō?! – "L'avvertimento delle pecore di Sakura?!" | 12 ottobre 1999   | 23 dicembre 2004  |
| 52                                                                                               | Vengono trasformate le carte della Sparizione e della Forza. |                   |                   |
| 53                                                                                               | La carta della velocità 「さくらとパニック自転車」 - Sakura to panikku jitensha – "Sakura e la bicicletta del panico" | 19 ottobre 1999   | 24 dicembre 2004  |
| 53                                                                                               | Vengono trasformate le carte nel seguente ordine: dello Zucchero, del Lucchetto, della Bilancia, della Sabbia, della Voce, dello Scambio, dell'Onda, della Velocità (in casa), del Vento e del Cerchio. Seguire l'audio giapponese originale; in italiano sono nominate carte errate e doppie (Dolce e Zucchero sono la stessa carta) |                   |                   |
| 54                                                                                               | Il calendario dei ricordi 「さくらとパニック自転車」 - Sakura to omoide no karendā – "Sakura e il calendario dei ricordi" | 26 ottobre 1999   | 25 dicembre 2004  |
| 54                                                                                               | Viene trasformata la carta del Fiore. |                   |                   |
| 55                                                                                               | Sakura nel paese delle meraviglie 「さくらと不思議の国のさくら」 - Sakura to fushigi no kuni no Sakura – "Sakura e la Sakura del paese delle meraviglie" | 2 novembre 1999   | 26 dicembre 2004  |
| 55                                                                                               | Vengono trasformate le carte dell'Ingrandimento e della Piccolezza. |                   |                   |
| 56                                                                                               | Il bazaar 「さくらとケロのお菓子な出会い？？」 - Sakura to Kero no okashina deai?? – "L'incontro dei dolci di Sakura e Kero??" | 9 novembre 1999   | 27 dicembre 2004  |
| 56                                                                                               | Viene trasformata la carta del Sonno. |                   |                   |
| 57                                                                                               | Disavventure in ascensore 「さくらと小狼とエレベーター」 - Sakura to Shaoran to erebātā – "Sakura, Syaoran e l'ascensore" | 16 novembre 1999  | 28 dicembre 2004  |
| 57                                                                                               | Viene trasformata la carta del Galleggiamento. |                   |                   |
| 58                                                                                               | Guai in vista 「さくらと二人の大ピンチ」 - Sakura to futari no dai pinchi – "Sakura e il grande problema di entrambi" | 30 novembre 1999  | 29 dicembre 2004  |
| 58                                                                                               | Vengono trasformate le carte della Schiuma e dello Scudo. |                   |                   |
| 59                                                                                               | La trappola 「さくらと知世とボールの罠」 - Sakura to Tomoyo to bōru no wana – "Sakura, Tomoyo e la trappola della palla" | 7 dicembre 1999   | 30 dicembre 2004  |
| 59                                                                                               | Viene trasformata la carta dell'Ombra. |                   |                   |
| 60                                                                                               | Il ritorno di una cara amica 「さくらと大切なお友達」 - Sakura to taisetsuna otomodachi – "Sakura e la cara amica" | 14 dicembre 1999  | 31 dicembre 2004  |
| 60                                                                                               | Viene trasformata la carta del Gelo. |                   |                   |
| 61                                                                                               | Regali di Natale 「さくらとカードとプレゼント」 - Sakura to kādo to puresento – "Sakura, la Carta e il regalo" | 21 dicembre 1999  | 1º gennaio 2005   |
| 61                                                                                               | Vengono trasformate le carte dello Specchio, della Freccia e del Passaggio (prima del rientro notturno a casa), dello Spostamento, della Fantasia, della Terra, dei Gemelli e della Nebbia. |                   |                   |
| SP 7                                                                                             | 「友枝町へようこそ！」 - Tomoeda-chō e yōkoso! – "Benvenuti nella città di Tomoeda!" | 28 dicembre 1999  | –                 |
| SP 7                                                                                             | Riassunto degli episodi precedenti. |                   |                   |
| 62                                                                                               | Il sogno 「さくらと不思議なおみくじ」 - Sakura to fushigina omikuji – "Sakura e la misteriosa fortuna" | 4 gennaio 2000    | 2 gennaio 2005    |
| 62                                                                                               | Viene trasformata la carta del Sogno. |                   |                   |
| 63                                                                                               | L'onda impazzita 「さくらとプールと大きな波」 - Sakura to pūru to ōkina nami – "Sakura, la piscina e la grande onda" | 11 gennaio 2000   | 3 gennaio 2005    |
| 63                                                                                               | Viene trasformata la carta dell'Acqua. |                   |                   |
| 64                                                                                               | La settimana bianca 「さくらと吹雪のスキー教室」 - Sakura to fubuki no sukī kyuōshitsu – "Sakura e la classe degli sci da neve" | 18 gennaio 2000   | 4 gennaio 2005    |
| 64                                                                                               | Viene trasformata la carta del Tempo. |                   |                   |
| SP 8                                                                                             | 「ケロちゃんにおまかせ！その１」 - Kero-chan ni omakase! sono 1 – "Lasciate fare a Kero-chan! - parte 1" | 25 gennaio 2000   | -                 |
| SP 8                                                                                             | Riassunto degli episodi precedenti. |                   |                   |
| SP 9                                                                                             | 「ケロちゃんにおまかせ！その２」 - Kero-chan ni omakase! sono 2 – "Lasciate fare a Kero-chan! - parte 2" | 1º febbraio 2000  | –                 |
| SP 9                                                                                             | Riassunto degli episodi precedenti. |                   |                   |
| SP 10                                                                                            | 「ケロちゃんにおまかせ！その３」 - Kero-chan ni omakase! sono 3 – "Lasciate fare a Kero-chan! - parte 3" | 8 febbraio 2000   | –                 |
| SP 10                                                                                            | Riassunto degli episodi precedenti. |                   |                   |
| 65                                                                                               | Grazie fratellone! 「さくらと雪兎と消えゆく力」 - Sakura to Yukito to kieyuku chikara – "Sakura, Yukito e il potere svanito" | 15 febbraio 2000  | 5 gennaio 2005    |
| 65                                                                                               | Touya capisce che dentro Yukito c'è un'altra entità, e accetta di dargli parte della sua forza per aiutarlo a sopravvivere. |                   |                   |
| 66                                                                                               | Il grande festival 「さくらの一番好きな人」 - Sakura no ichiban suki na hito – "La persona più amata di Sakura" | 22 febbraio 2000  | 6 gennaio 2005    |
| 66                                                                                               | Vengono trasformate le carte dell'Illusione e del Labirinto. |                   |                   |
| 67                                                                                               | La sciarpa 「さくらと小狼と月峰神社」 - Sakura to Shaoran to Tsukimine jinja – "Sakura, Syaoran e il tempio Tsukimine" | 29 febbraio 2000  | 7 gennaio 2005    |
| 67                                                                                               | Vengono trasformate le carte del Legno, del Fulmine e dello Splendore. |                   |                   |
| 68                                                                                               | Il passato 「さくらと過去とクロウ・リード」 - Sakura to kako to Kurou Rīdo – "Sakura, il passato e Clow Reed" | 7 marzo 2000      | 8 gennaio 2005    |
| 68                                                                                               | Vengono trasformate le carte della Neve e del Passato. |                   |                   |
| 69                                                                                               | L'oscurità 「さくらと現れたクロウ・リード」 - Sakura to arawareta Kurou Rīdo – "Sakura e Clow Reed apparso" | 14 marzo 2000     | 9 gennaio 2005    |
| 69                                                                                               | Vengono trasformate nell'ordine seguente, le carte: della Nuvola, del Bersaglio, della Pioggia, del Silenzio, della Lotta, della Tempesta e infine entrambe le carte della Luce e del Buio. Dato che in quest'episodio tutte le carte sono state trasformate, si può intuire che le due mancanti siano state cambiate precedentemente (episodio 61). Syaoran alla fine si dichiara a Sakura. |                   |                   |
| 70                                                                                               | I sentimenti 「さくらと本当の想い」 - Sakura to hontō no omoi – "Sakura e i veri sentimenti" | 21 marzo 2000     | 10 gennaio 2005   |
| 70                                                                                               | Syaoran riparte per Hong Kong, ma prima Sakura, grazie al sentimento che prova per lui, crea la carta della Speranza (The Hope). Quest'ultima si rivela nel film "La Carta Sigillata", che narra gli eventi successivi all'episodio 70. |                   |                   |
| Cardcaptor Sakura: Clear Card-hen (22 episodi)                                                   | |                   |                   |
| 1                                                                                                | Sakura e le carte trasparenti 「さくらと透明なカード」 - Sakura to tōmeina kādo – "Sakura e le carte trasparenti" | 7 gennaio 2018    | 19 gennaio 2022   |
| 1                                                                                                | È il primo giorno per Sakura e le sue amiche alla scuola media di Tomoeda. Sulla via del ritorno a casa, è sorpresa da Syaoran, che le rivela di essere appena tornato da Hong Kong per restare definitivamente, con sua grande gioia. Più tardi quella notte, Sakura ha un sogno in cui è circondata da carte vuote e trasparenti e una misteriosa figura ammantata appare davanti a lei; una volta che si sveglia, la ragazza scopre che tutte le Sakura Card sono diventate vuote, proprio come quelle che ha visto in sogno. Quindi, il giorno dopo si consulta con Yue, il quale le conferma che le carte hanno perso il loro potere magico, ma per qualche ragione, i suoi poteri non sono stati influenzati. Sempre su suggerimento di Yue, Sakura si confida sulla situazione anche con Syaoran e Tomoyo, e tenta invano di contattare Eriol che si trova in Inghilterra. Durante la notte seguente, Sakura ha un altro sogno, nel quale l'individuo misterioso le dà una chiave, che si ritrova sulla mano quando si sveglia. Mentre si reca a scuola il giorno successivo, Sakura viene attaccata da forti venti: così, trasforma la nuova chiave in un bastone nuovo e più potente e cattura i venti come una nuova carta dal design trasparente chiamata 'Gale' (Burrasca). |                   |                   |
| 2                                                                                                | Sakura e la stanza senza uscita 「さくらと出口のない部屋」 - Sakura to deguchi no nai heya – "Sakura e la stanza senza uscita" | 14 gennaio 2018   | 19 gennaio 2022   |
| 2                                                                                                | Mentre Sakura, Tomoyo e le amiche scelgono a quali club della nuova scuola aderire, Syaoran dichiara che non si unirà a nessuno per il momento poiché ha altre questioni e documenti di cui occuparsi ora che è tornato da Hong Kong. Tomoyo arriva a casa di Sakura quel pomeriggio e Kero-chan li aiuta a preparare una cheesecake secondo la ricetta di Chiharu, con risultati deliziosi. Touya, anche lui a casa insieme a Yukito, comincia a sospettare che Kero-chan non sia un pupazzo inanimato, non avendo più memoria del passato. Dopo cena, mentre Sakura sta provando un abito che Tomoyo ha fatto per lei, la sua stanza si trasforma improvvisamente in una scatola bianca simile a una gomma senza porte o finestre; dopo diversi tentativi falliti di Kero-chan e Sakura di spingersi semplicemente verso l'uscita, si accorgono che si trovano all'interno di una prigione simile a un palloncino. Tomoyo usa uno dei suoi aghi da cucito per far 'scoppiare' la stanza, Sakura usa il suo potere per catturare 'Siege' (Accerchiamento), un'altra nuova carta con lo stesso design trasparente della precedente. Intanto Spinel Sun chiede a Eriol perché non ha richiamato Sakura dopo i suoi tentativi di contattarlo, ma questi risponde che non è ancora il momento giusto. Sakura ha un altro sogno con la figura ammantata, che sembra voglia sottrarre la sua nuova chiave. |                   |                   |
| 3                                                                                                | Sakura e l'allerta diluvio 「さくらの大雨注意報」 - Sakura no ōame chūihō – "L'avvertenza diluvio di Sakura" | 21 gennaio 2018   | 26 gennaio 2022   |
| 3                                                                                                | Un forte acquazzone persiste per tutto il giorno e Sakura e Tomoyo sono costrette a ripararsi quando la pioggia diventa ancora più forte mentre camminano da scuola verso casa. Sakura sospetta ci sia dietro una nuova carta, infatti si appresta a utilizzare le precedenti 'Gale' e 'Siege' per catturare la nuova 'Aqua' (Acqua). In seguito, Sakura comunica a Yukito l'accaduto, e Touya, che è accanto a lui in quel momento, confessa di essersi già reso conto che Sakura è di nuovo nei guai, chiedendosi cosa può fare per aiutarla ora che ha trasferito il suo potere a Yue. Il giorno dopo, Sakura inizia le attività nel club di cheerleading, quando improvvisamente si ritrova da sola sul campo: confermata l'esistenza di un'altra carta, Sakura ha l'idea di usare 'Aqua' per tracciare la posizione e catturare la carta 'Reflect' (Riflesso). A casa mentre parla con Kero-chan, Sakura crolla improvvisamente, sognando la figura ammantata che tenta di nuovo di strapparle il ciondolo con la chiave. Al risveglio, Sakura si rende conto che la figura ammantata è all'incirca della sua stessa altezza, ignara del fatto che questa la sta osservando da lontano. |                   |                   |
| 4                                                                                                | Sakura e la splendida nuova studentessa 「さくらと素敵な転校生」 - Sakura to sutekina tenkōsei – "Sakura e la splendida nuova studentessa" | 28 gennaio 2018   | 26 gennaio 2022   |
| 4                                                                                                | Akiho Shinomoto, una studentessa dall'estero, si trasferisce nella scuola e rapidamente fa amicizia con Sakura e gli altri. Più tardi in classe, Sakura vede che gli alberi del cortile della scuola cominciano a muoversi da soli e, con l'aiuto di Tomoyo, finge di avere un mal di stomaco per lasciare la classe e capire la situazione. Certa che un'altra carta è coinvolta, Sakura insegue gli alberi e impedisce loro di scappare con 'Siege', prima di farli galleggiare con 'Aqua' per trattenerli completamente e catturare la carta 'Action' (Azione). Successivamente, Sakura incontra Yue, il quale le dice che non percepisce alcun potere dalle nuove carte ma che in qualche modo Sakura può sbloccare la loro magia con la sua nuova chiave. Una volta che Yue diventa di nuovo Yukito, la ragazza riceve una telefonata da Syaoran e le domanda se può parlare con lui ogni volta che ne ha bisogno, a cui lui è d'accordo. Finito questo, Syaoran contatta Eriol e lo informa degli ultimi sviluppi; Eriol quindi ordina a Syaoran di non agire "finché non arriva il momento giusto". |                   |                   |
| 5                                                                                                | Sakura e l'attrazione della fioritura 「さくらとお花見ひっぱりだこ」 - Sakura to o hanami hippari-dako – "Sakura e la visione dei ciliegi in fioritura" | 4 febbraio 2018   | 2 febbraio 2022   |
| 5                                                                                                | Sakura incontra i suoi amici per vedere i ciliegi in fioritura. Iniziano il picnic senza Syaoran, che ha inviato un messaggio dicendo che arriverà in ritardo, quando Sakura viene improvvisamente trascinata via da una forza misteriosa. Mentre viene trascinata verso un enorme albero nel mezzo della foresta, la ragazza tenta di contrastare con 'Siege', senza però alcun effetto. Scoperto il punto magico in mezzo all'albero, Sakura lo attacca col suo bastone e cattura la carta 'Gravitation' (Attrazione). Ammirando quanto sia grande e bello il ciliegio, Sakura convince i suoi amici a continuare il loro incontro accanto a esso. Alla fine arriva anche Syaoran per unirsi a loro, mentre Tomoyo si rammarica di non essere riuscita a filmare Sakura in azione. |                   |                   |
| 6                                                                                                | Sakura, il coniglio e la canzone della luna 「さくらとうさぎと月の唄」 - Sakura to usagi to tsuki no uta – "Sakura, il coniglio e il canto della luna" | 11 febbraio 2018  | 2 febbraio 2022   |
| 6                                                                                                | Dopo un breve incontro con Akiho e una videochiamata con Meiling, Sakura mentre sta cenando con la sua famiglia ha un'altra visione sulla figura ammantata. Il giorno dopo, Sakura e i suoi amici prendono in prestito l'aula di musica durante la pausa pranzo per ascoltare Akiho e Tomoyo cantare insieme. Dopo la canzone, la ragazza sente uno strano rumore e realizzando che un'altra carta è vicina, Tomoyo porta via gli altri mentre Sakura e Syaoran rimangono ad affrontarla: lei quindi localizza e cattura la carta 'Record' (Registrazione), mentre lui afferma di non aver avvertito alcun potere magico nella situazione. |                   |                   |
| 7                                                                                                | Sakura e l'acchiapparello in giardino 「さくらとお庭でおにごっこ」 - Sakura to oniwa de onigokko – "Sakura e l'acchiapparello in giardino" | 18 febbraio 2018  | 9 febbraio 2022   |
| 7                                                                                                | Dopo aver parlato con Yue, Sakura segue il consiglio di Kero-chan di testare i poteri della nuova carta 'Record', andando a casa di Tomoyo. In giardino, le due utilizzano dei nuovi prototipi tecnologici dell'azienda Daidouji e scoprono che la carta può registrare e creare proiezioni olografiche. Con l'arrivo di Syaoran, il gruppo fa una pausa per uno spuntino quando una misteriosa presenza li circonda: Syaoran fallisce nell'individuarla con la sua magia, mentre Sakura al contrario la insegue da sola, tentando di catturarla con le carte che a disposizione. Tuttavia capisce ben presto che per riuscire nell'impresa deve instaurare un rapporto di amicizia con essa e, una volta che questa si concede gentilmente, Sakura la cattura nella carta 'Flight' (Volo), la quale le permette di volare libera nel cielo. Intanto Syaoran appare preoccupato. |                   |                   |
| 8                                                                                                | Sakura, l'orologio e il nascondino 「さくらと時計とかくれんぼ」 - Sakura to tokei to kakurenbo – "Sakura, l'orologio e il nascondino" | 25 febbraio 2018  | 9 febbraio 2022   |
| 8                                                                                                | Sakura e Tomoyo vengono invitate da Akiho nella sua nuova casa di domenica, che per coincidenza è la stessa villa in cui Eriol viveva durante il suo soggiorno a Tomoeda. Sakura invita quindi Syaoran a venire con loro, ma lui ha altri impegni e quindi i due si accordano per un appuntamento la domenica successiva. Tornata a casa, la ragazza ha un'ennesima visione della figura ammantata, da cui come sempre non riesce a ottenere alcuna risposta sul perché la cerchi. Durante la visita a casa di Akiho, Sakura e Tomoyo fanno la conoscenza del suo maggiordomo, Yuna D. Kaito, e viene mostrato loro la vasta biblioteca personale di famiglia. Nell'occasione, Sakura sente la presenza di una carta e, mentre Akiho si congeda per prendere un libro da mostrare, la localizza e cattura la carta 'Lucid' (Trasparenza). Una volta che Akiho ritorna, questa mostra un libro scritto in una lingua misteriosa chiamato "Alice nel Paese dell'Orologio", la cui copertina sembra alquanto familiare a Sakura. Nel frattempo, in Inghilterra, Ruby insiste sul fatto che devono tornare in Giappone e assistere Sakura e gli altri, ma Eriol ribadisce che non è ancora il momento per loro di agire. |                   |                   |
| 9                                                                                                | Sakura e l'acquario del batticuore 「さくらのドキドキ水族館」 - Sakura no dokidoki suizokukan – "L'acquario da batticuore di Sakura" | 4 marzo 2018      | 16 febbraio 2022  |
| 9                                                                                                | Dopo una breve chiacchierata con Kero-chan e Yue sulle carte, Sakura va all'appuntamento con Syaoran nello stesso acquario dove in passato ha catturato la Clow Card 'Watery'. Nell'occasione i due incontrano Touya che sta lavorando lì, poco prima che uno dei vetri dell'acquario si rompa, allagando l'intero edificio: Sakura finisce intrappolata sott'acqua da una forza sconosciuta fino a quando Touya e Syaoran intervengono. Una volta tornata a casa, Sakura è certa che un'altra carta sia responsabile di quello che è successo e si accorda con Tomoyo per tornare all'acquario di notte, accompagnate da Kero-chan e Syaoran. Syaoran, ispirandosi al metodo di cattura di 'Watery' di Sakura, usa i suoi poteri per congelare la forza misteriosa, permettendo alla ragazza di catturare la carta 'Spiral' (Spirale). |                   |                   |
| 10                                                                                               | Sakura e il labirinto del sonno 「さくらとねむりのラビリンス」 - Sakura to nemuri no rabirinsu – "Sakura e il labirinto del sonno" | 11 marzo 2018     | 16 febbraio 2022  |
| 10                                                                                               | Sakura fa una chiacchierata con Meiling poco prima che arrivi Akiho a farle visita. Le due passano il tempo a parlare tranquillamente di diversi argomenti fino a quando Akiho viene circondata da una misteriosa sfera di luce e si addormenta. Certi che continuerà a dormire finché non verrà catturata la carta responsabile, Sakura e Kero-chan la inseguono finché scoprono che l'intera casa è circondata da un intricato labirinto. Sakura grazie a uno stratagemma riesce a prendere sia 'Snooze' (Sonnellino) che 'Labyrinth' (Labirinto). Una volta che tutto torna alla normalità, arriva il signor Kaito che riaccompagna Akiho a casa. |                   |                   |
| 11                                                                                               | Sakura e il pinguino sottosopra 「さくらとさかさまペンギン」 - Sakura to sakasama pengin – "Sakura e il pinguino sottosopra" | 18 marzo 2018     | 23 febbraio 2022  |
| 11                                                                                               | Tomoyo sottolinea come le carte 'Snooze' e 'Labyrinth' siano simili alle Clow Card 'Sleep' e 'Maze', e Sakura in seguito si rende conto che anche le altre carte che ha catturato di recente hanno somiglianze con alcune delle carte originali. Sulla via di casa, Syaoran fa la conoscenza del signor Kaito, e immediatamente dopo contatta Eriol e gli rivela di aver percepito da lui un potere magico, e insieme arrivano alla conclusione che egli potrebbe essere un membro potente di una società magica inglese di dubbia reputazione. Nel frattempo, alla sera, Sakura sente la presenza di una carta e la segue nel vicino parco giochi dove assiste allo strano fenomeno di tutte le cose che vengono capovolte, ma con l'aiuto di 'Flight' annulla gli effetti della carta responsabile e riesce a prendere 'Reversal' (Capovolgimento). Tuttavia, prima di usare i poteri della carta per ripristinare il parco giochi, Sakura e Kero-chan sono costretti a fuggire per evitare la folla che appare sulla scena, ma al ritorno a casa vengono informati da Tomoyo che non sono stati visti dai media locali, con loro grande sollievo. |                   |                   |
| 12                                                                                               | Sakura e il torneo di giochi con la palla sul ghiaccio 「さくらと氷の球技大会」 - Sakura to kōri no kyūgi taikai – "Sakura e il torneo di giochi a palla sul ghiaccio" | 25 marzo 2018     | 23 febbraio 2022  |
| 12                                                                                               | Akiho racconta a Kaito del suo sogno ricorrente in cui si trova da qualche parte in alto a guardare qualcuno che pensa abbia qualcosa che desidera fortemente. Nel frattempo a scuola si deve disputare il torneo di giochi a palla e Syaoran finisce per gareggiare contro Akiho in una partita di badminton; Sakura non sa per chi fare il tifo e vorrebbe che vincessero entrambi, ma all'improvviso comincia a grandinare: mentre tutti gli alunni si rifugiano dentro la scuola, Syaoran, Tomoyo e Kero-chan aiutano Sakura a catturare la carta responsabile. Siccome Sakura non ha alcuna carta a base di fuoco per contrastare gli attacchi di ghiaccio, Syaoran cerca di contrastarlo con la sua magia e permette la cattura di 'Hail' (Grandinata). Più tardi a casa, Sakura sogna la figura ammantata che sta cercando di prendere la sua chiave, ignara che, una volta sveglia, essa la sta osservando da lontano. |                   |                   |
| SP 11                                                                                            | 「前半１２話を振り返る総集編」 - Zenhan 12-wa wo furikaeru sōshūhen – "Recensione completa della prima metà di 12 episodi" | 1º aprile 2018    | –                 |
| SP 11                                                                                            | Riassunto degli episodi precedenti. |                   |                   |
| 13                                                                                               | Sakura e il ritorno di Meiling 「さくらとただいま苺鈴」 - Sakura to tadaima Meirin – "Sakura e Meiling è tornata" | 8 aprile 2018     | 2 marzo 2022      |
| 13                                                                                               | Meiling torna da Hong Kong e fa una sorpresa agli amici, chiedendo a Sakura di poterla ospitare. Nel frattempo, Yukito domanda a Touya se sente di aver acquisito nuovi poteri, ma questo si rifiuta di dare una risposta, nonostante gli venga chiesto anche attraverso Yue. Sakura trascorre il suo tempo insieme a Meiling e le confida che sospetta che Syaoran le nasconda qualcosa, ma si astiene dal chiederglielo perché non vuole forzarlo. Dopo che Meiling la rassicura sui sentimenti del ragazzo nei suoi confronti, le due si preparano ad andare a dormire, quando Sakura nota spuntare per pochi secondi delle orecchie e una coda di gatto su Meiling. A casa sua, intanto, Akiho dice al signor Kaito che è riuscita a leggere qualcosa in più del suo libro misterioso, raccontando un evento sorprendentemente simile alla situazione attuale di Sakura e Meiling. |                   |                   |
| 14                                                                                               | Sakura, il santuario e lo zoo 「さくらと神社と動物園」 - Sakura to jinja to dōbutsuen – "Sakura, il santuario e lo zoo" | 15 aprile 2018    | 2 marzo 2022      |
| 14                                                                                               | Il giorno seguente l'arrivo di Meiling, Sakura insieme a lei e gli altri amici va a visitare un santuario, nonostante si chieda se non fosse meglio andare allo zoo. Arriva Syaoran e tutto procede per il meglio, fino a quando Sakura non vede nuovamente su Meiling le orecchie e la coda da gatto. Sorprendentemente, anche gli altri cominciano ad avere caratteristiche animali, ma sembra che solo Sakura possa vederle. Poco dopo, la ragazza e Kero-chan vengono trasportati in una prateria con tutti gli amici che iniziano a diventare sempre più animaleschi. Syaoran oltrepassa la dimensione in cui si trovano, fermando il tempo e tranquillizzando incoraggiando Sakura a catturare la carta responsabile dell'accaduto. Capendo l'enorme sforzo fisico fatto da Syaoran nell'usare potenti incantesimi, Sakura cattura la carta 'Mirage' (Miraggio) e riporta tutti indietro alla normalità. |                   |                   |
| 15                                                                                               | Sakura e la proiezione dei ricordi 「さくらのおもいで鑑賞会」 - Sakura no omoide kanshō-kai – "La proiezione dei ricordi di Sakura" | 22 aprile 2018    | 9 marzo 2022      |
| 15                                                                                               | Akiho racconta a Kaito di quanto sia felice di essere riuscita a leggere qualcosa in più del suo libro, descrivendo gli eventi accaduti alla protagonista Alice e i suoi amici trasformati in animali, proprio come l'incontro di Sakura con la carta 'Mirage'. Intanto, dopo aver parlato con Syaoran per verificare la sua salute, Sakura e Meiling insieme ad Akiho si dirigono a casa di Tomoyo, impaziente di mostrare loro qualcosa: qui, la ragazza fa guardare alle amiche, in particolare Akiho che al tempo non era presente, la recita delle elementari in cui c'erano Sakura e Syaoran. Durante la visione, però, uno strano terremoto comincia a scuotere la casa, e Sakura utilizzando 'Snooze' fa addormentare tutti e cerca di indagare su quello che sta succedendo. |                   |                   |
| 16                                                                                               | Sakura, Meiling e l'amicizia 「さくらと苺鈴のおともだち」 - Sakura to Meirin no otomodachi – "L'amicizia di Sakura e Meiling" | 29 aprile 2018    | 9 marzo 2022      |
| 16                                                                                               | Sakura, insieme a Kero-chan, scopre che la fonte dell'improvviso terremoto è una carta che si muove sottoterra e gli impedisce di scappare con 'Siege', riuscendo a catturare la carta 'Swing' (Oscillazione). Tornato tutto alla normalità, sulla strada verso casa, Akiho incontra il signor Kaito venuto a prenderla di persona, ma mentre parlano a quest'ultimo sfugge di sapere di più sul padre di Sakura di quanto dovrebbe ed è costretto ad usare i suoi poteri, rivelandosi un mago, per riavvolgere il tempo e fare dimenticare l'accaduto. Nel frattempo anche Sakura e Meiling stanno tornando a casa, ma vengono attaccate da una strana ragazza particolarmente combattiva, la quale si rivela la carta 'Struggle' (Lotta), prontamente catturata. Oramai diventare ottime amiche, prima di tornare a Hong Kong, Meiling comincia a chiamare Sakura per nome e, mentre procede verso l'aeroporto, comunica a Syaoran che non lo perdonerà se farà soffrire la sua amica, qualunque sia la ragione del suo ritorno a Tomoeda. |                   |                   |
| 17                                                                                               | Sakura e i dolcetti sospetti 「さくらとおかしなお菓子」 - Sakura to okashina okashi – "Sakura e i dolcetti sospetti" | 6 maggio 2018     | 16 marzo 2022     |
| 17                                                                                               | Sakura ha un altro sogno sulla figura incappucciata e ha la sensazione di aver finalmente capito la sua identità. Dopo aver preso in prestito alcuni libri da Rika, Sakura prepara con Akiho e Tomoyo durante una lezione di economica domestica dei roll dolci, i quali improvvisamente prendono vita e cominciano a saltare per l'aula. Addormentati tutti i presenti con 'Snooze', Sakura riesce a contrastare i dolci divenuti un grande mostro, catturando così 'Appear' (Manifestazione). Una volta tornata a casa, Akiho regala il suo dolce roll a Kaito. Intanto, quest'ultimo dialoga con Momo, il coniglietto di peluche di Akiho che si scopre essere in realtà un guardiano magico come Kero-chan e Spinel, affermando di avere poco tempo a disposizione per l'esatto momento e che avranno bisogno delle carte che Sakura sta raccogliendo. |                   |                   |
| 18                                                                                               | Sakura e gli uccelli di fiamme e acqua 「さくらと炎と水の鳥」 - Sakura to honō to mizu no tori – "Sakura e gli uccelli di fiamme e acqua" | 13 maggio 2018    | 16 marzo 2022     |
| 18                                                                                               | Dopo aver mostrato ad Akiho e agli altri il libro illustrato che ha ricevuto da Rika, Sakura ha un'altra visione della figura ammantata. Più tardi la notte, Akiho ha una visione dello stesso luogo mostrato nei sogni di Sakura. Nel frattempo, Sakura, Kero-chan, Syaoran e Tomoyo si confrontano con una carta apparsa nello stesso tempio dove Sakura ha originariamente catturato la sua prima Clow Card. Con l'aiuto di Syaoran, la ragazza riesce a catturare la 'Blaze' (Vampa) e, vista l'ora tarda, si precipita subito a casa per non destare sospetti alla famiglia, inconsapevole che Touya sa che lei non è nella sua stanza. Nell'occasione, Yue rivela a Touya che, in alcune occasioni, non riesce a percepire la presenza di Sakura per qualche ragione, e chiede di nuovo a Touya quali poteri ha ottenuto; tuttavia, quest'ultimo insiste che il momento di rivelarli sarà lui a deciderlo. |                   |                   |
| 19                                                                                               | Sakura e la ninnananna da Akiho 「さくらと秋穂の子守唄」 - Sakura to Akiho no komori-uta – "La ninnananna di Sakura e Akiho" | 20 maggio 2018    | 23 marzo 2022     |
| 19                                                                                               | Sakura e Akiho prendono parte a una sessione di lettura del racconto Tebukuro wo kai ni per i bambini, e al ritorno a casa, Sakura rivela che ha usato i poteri di 'Record' per poter rivedere com'è risultato l'evento. Tuttavia, scopre che la carta ha registrato una scena sconosciuta, e dopo alcune indagini all'insaputa di Sakura, Kero-chan rivela a Yue che la scena che la ragazza è riuscita a registrare è di decenni fa, segno che i suoi poteri sono aumentati di un livello sorprendente, e i due decidono di contattare Eriol ad ogni costo. |                   |                   |
| 20                                                                                               | Sakura, l'arcobaleno e il nonno 「さくらと虹とおじいさん」 - Sakura to niji to ojī-san – "Sakura, l'arcobaleno e il nonno" | 27 maggio 2018    | 23 marzo 2022     |
| 20                                                                                               | Il bisnonno di Sakura invita questa e Syaoran a fargli visita nella sua villa la domenica imminente. Mentre fanno allegramente merenda in giardino, Sakura si allontana per chiedere ai domestici dell'altro tè per loro e, girovagando all'interno della casa, si ritrova in quella che era la camera della sua defunta madre Nadeshiko. La ragazza approfitta del potere di 'Record' per proiettare le scene del passato di sua madre: incredibilmente, pur essendo una proiezione e quindi non percependo la presenza della Sakura del presente, Nadeshiko si accorge di lei e la spinge a fermare la visione altrimenti non sarà più in grado di tornare indietro. Subito dopo, Sakura sviene e rivive il sogno della figura incappucciata in mezzo agli orologi e, stranamente in tutt'altro luogo, Akiho fa lo stesso. Kaito e Momo giungono quindi alla conclusione che Sakura e Akiho si stanno in qualche modo sincronizzando e che il momento che stavano aspettando è a portata di mano. Nel frattempo, Eriol contatta finalmente Kero-chan e Yue per spiegare loro la situazione. |                   |                   |
| 21                                                                                               | Sakura, lo specchio e la chiave dei ricordi 「さくらと鏡と思い出の鍵」 - Sakura to kagami to omoide no kagi – "Sakura, lo specchio e la chiave dei ricordi" | 3 giugno 2018     | 30 marzo 2022     |
| 21                                                                                               | Mentre conversano tranquillamente, Touya scopre che suo padre Fujitaka ha sempre saputo dei poteri di Sakura ma non ha mai detto nulla per non dare altre preoccupazioni e far gestire tutto alla ragazza che sa essere molto responsabile. Alla villa del bisnonno, intanto, Sakura si riprende dal suo malore e riceve in dono da lui uno dei beni più preziosi di Nadeshiko, una chiave originaria dell'Inghilterra. Nel frattempo, Kero-chan e Yue vengono informati da Eriol, che ha scoperto con l'aiuto della madre di Syaoran, che Kaito è un mago espulso dalla società a cui apparteneva perché ritenuto responsabile della scomparsa di una misteriosa reliquia dai forti poteri magici, in qualche modo elemento chiave di un suo piano. La loro conversazione viene tuttavia interrotta proprio da Kaito, che distrugge la comunicazione tra loro. Una volta tornata a casa, Sakura si rende conto che la sua casa è stata capovolta a specchio dal potere di una carta e cattura 'Mirror' (Immagine/Specchio): Syaoran capisce che l'effetto riprodotto dalla carta è ciò di cui Sakura parlava poco prima e quindi che è stata lei stessa, senza rendersi conto, a scaturirne la creazione, segno di grandi poteri magici. |                   |                   |
| 22                                                                                               | Sakura e le sue carte trasparenti 「さくらの透明なカード」 - Sakura no tōmeina kādo – "Le carte trasparenti di Sakura" | 10 giugno 2018    | 30 marzo 2022     |
| 22                                                                                               | Nonostante non abbiano idea del motivo per cui Eriol vuole tenere segreto a Sakura su Akiho e Kaito, Kero-chan e Yue decidono di seguire le sue indicazioni, con Kero-chan che fa la guardia accanto a Sakura per proteggerla. Tuttavia, i sogni condivisi di Sakura e Akiho diventano sempre più frequenti e nitidi, ed entrambe hanno una sensazione inquietante su di loro. Più tardi di notte, la figura ammantata appare fuori dalla casa di Sakura e lei decide di affrontarla: proprio mentre la sua chiave e le sue carte stanno per essere portate via, Sakura intravede il volto di Akiho sotto il mantello. Kaito fa la sua comparsa e riavvolge il tempo col suo orologio, sebbene sia certo che, nonostante ciò, Sakura alla fine si ricorderà di quello che è successo. |                   |                   |

### OAV
| Nº | Giapponese 「Kanji」 - Rōmaji - Traduzione letterale | Distribuzione     | Distribuzione   |
| Nº | Giapponese 「Kanji」 - Rōmaji - Traduzione letterale | Giapponese        | Italiano        |
| 1  | 「すてきですわ、さくらちゃん！知世のカードキャプターさくら 活躍ビデオ日記！」 - Suteki desu wa, Sakura-chan! Tomoyo no Kādokyaputā Sakura katsuyaku bideo nikki! – "Sei fantastica, Sakura! Il videodiario di Cardcaptor Sakura di Tomoyo!" | 25 settembre 1998 | –               |
| 1  | Tomoyo vuole produrre quello che lei chiama un "Sakura Memorial" e vengono mostrate le scene del video della prima sigla di apertura, inclusa Sakura che ne canta la canzone. Viene fatto vedere un video che riassume i 35 episodi finora trasmessi con grande imbarazzo di Sakura quando Tomoyo le dice che le sue gesta verranno mandate in onda in televisione. |                   |                 |
| 2  | 「すてきですわ、さくらちゃん！知世のカードキャプターさくら 活躍ビデオ日記２！」 - Suteki desu wa, Sakura-chan! Tomoyo no Kādokyaputā Sakura katsuyaku bideo nikki 2! – "Sei fantastica, Sakura! Il videodiario di Cardcaptor Sakura di Tomoyo 2!" | 25 settembre 1999 | –               |
| 2  | Mentre fanno i cupcake a casa di Sakura, lei, Tomoyo ed Eriol si accorgono che essi spariscono subito dopo averli fatti e credono sia Kero-chan a mangiarli di nascosto. I sospetti, al contrario di quanto si stesse dimostrando, si rivelano infine fondati e Sakura con l'aiuto delle carte 'Create' e 'Move' impedisce a Kero-chan di mangiare la torta appena preparata. |                   |                 |
| 3  | 「すてきですわ、さくらちゃん！知世のカードキャプターさくら 活躍ビデオ日記 スペシャル！」 - Suteki desu wa, Sakura-chan! Tomoyo no Kādokyaputā Sakura katsuyaku bideo nikki supesharu! – "Sei fantastica, Sakura! Il videodiario di Cardcaptor Sakura di Tomoyo Special!" | 25 settembre 1999 | –               |
| 3  | Yamazaki racconta a Sakura e gli altri amici che esistono buche delle lettere di colore blu, oltre alle classiche rosse, in cui vengono inserite le lettere d'amore il quale verrà corrisposto. Tutti pensano si tratti di una delle sue solite bugie, ma quando ne vedono una cominciano a pensare che Yamazaki dice la verità solo quando apre bene gli occhi, quasi sempre socchiusi. Alla fine si rivela tutto un fraintendimento, infatti quella di Yamazaki era davvero una bugia, mentre la buca delle lettere era di colore blu a causa della vernice che l'aveva sporcata. |                   |                 |
| 4  | Cardcaptor Sakura Clear Card - Prologo: I due orsi 「カードキャプターさくら クリアカード編 プロローグ さくらとふたつのくま」 - Kādokyaputā Sakura Kuria Kādo-hen Purorōgu Sakura to futatsu no kuma – "Cardcaptor Sakura Clear Card - Prologue: Sakura e gli orsacchiotti dei due" | 1º luglio 2017    | 12 gennaio 2022 |
| 4  | Conclusasi la sua avventura con la cattura delle carte, Sakura riprende la sua vita da normale studentessa assieme ai suoi amici. Inaspettatamente però, Eriol annuncia il suo ritorno in Inghilterra, con profondo dispiacere di Sakura che lo ringrazia per il suo aiuto nel trasformare le Clow Card in Sakura Card. Eriol chiede a Sakura di promettergli che quando la persona che è reputa la più importante per lei si trova nella stessa posizione, di pensare a come si sente e di confrontare con i sentimenti che prova nel momento. Successivamente, Syaoran confessa i suoi sentimenti d'amore a Sakura, la quale non è sicura su come comportarsi. Il giorno dopo, Sakura e Tomoyo vanno a casa di Eriol per salutare sia lui che Kaho, Ruby e Spinel. Kaho consegna dei regali alle ragazze e ne dà un altro a Sakura per Syaoran. Sakura trova che il suo regalo è una spilla a forma di orsacchiotto, ma quando va a consegnare quello di Syaoran, scopre che sta traslocando per tornare di nuovo a Hong Kong. Appresa la notizia, Sakura si domanda in continuazione perché si senta così triste e, ricordando la promessa fatta a Eriol, si precipita a fare qualcosa con il suo kit da cucito. La mattina dopo, Tomoyo comunica a Sakura che Syaoran sta per partire, ma con l'aiuto di Touya, Sakura riesce ad arrivare in tempo alla stazione degli autobus dove Syaoran sta aspettando. Sakura gli consegna il suo regalo, un orsacchiotto, e gli dice che anche lei lo ama. Mentre l'autobus comincia a partire, Syaoran promette di tornare a Tomoeda quando avrà finito i suoi affari a Hong Kong, e Sakura promette di aspettarlo. Due anni dopo, il primo giorno come studentessa delle scuole medie, la ragazza si ricongiunge con Syaoran. |                   |                 |